# نیکلاس دوپوئیس
نیکلاس دوپوئیس (انگلیسی: Nicolas Dupuis؛ زادهٔ ۶ ژانویهٔ ۱۹۶۸) بازیکن فوتبال اهل فرانسه است.